# Histoires d'honneur
Histoires d'honneur (Paava Kadhaigal) est une série télévisée d'anthologie en langue tamoule indienne de 2020  créée par Sudha Kongara (en), Gautham Vasudev Menon, Vetrimaaran (en) et Vignesh Shivan (en). La série comprend quatre épisodes autonomes.

## Synopsis
Quatre épisodes suivent le parcours de personnes qui défient les interdits imposés par la société indienne.

## Distribution

### Épisode 1
- Kalidas Jayaram : Sathar
- Shanthanu Bhagyaraj : Saravanan/Thangam
- Bhavani Sre : Sahira
- Vinodhini Vaidyanathan : la mère de Sathar et Sahira
- Nakkalites Dhanam : la mère de Saravanan

### Épisode 2
- Anjali : Aadhilakshmi/Jothilakshmi
- Kalki Koechlin : Penelope
- Padam Kumar : Veerasimman
- Jaffer Sadiq : Narikutty
- Stony Psyko : Bad Boy Bharani (B³)
- K. Manikandan : chauffeur

### Épisode 3
- Simran : Mathi
- Gautham Vasudev Menon : Sathya
- Aangelina Abraham : Ponnuthaayi
- Aadithya Bhaskar : Bharath
- Sathanya : Vaidehi
- Krrish S. Kumar : Dhanasekhar
- Janaki Suresh : la sœur de Sathya
- Tamilarasan : ami de Bharath

### Épisode 4
- Sai Pallavi : Sumathi
- Prakash Raj : Janakiraman
- Hari Krishnan : Hari
- Aadhira Pandilakshmi : la mère Sumathi

## Épisodes[4]
1. Mon trésor : Thangam
2. Laissez-les s'aimer : Love Panna Uttranum
3. Fille du ciel : Vaanmagal
4. Cette nuit : Oor Iravu

## Réception
M. Suganth du Times of India a donné une note de 3,5 sur 5 et a déclaré : « Les quatre épisode explorent ce qui constitue l'honneur, comment le corps d'une femme est placé sur un piédestal même si elle-même n'a pas sa liberté en tant qu'individu, et comment le les aînés de la famille sont également poussés à prendre des décisions abominables. »  
Ranjani Krishnakumar de Firstpost a attribué 3,5 étoiles sur 5 au film et a cité "C'est l'exploration de cette idée - pourquoi l'habituel se sent-il bien et la différence devient-elle un péché - qui rend Histoires d'honneur intéressant, voire déchirant". a l'heure."  
Janani K de India Today a donné 3 sur 5 et a déclaré : «Histoires d'honneur nous donne un aperçu de la violence basée sur la caste, du genre et des crimes d'honneur. la série n'offre pas de solution mais documente les actes répréhensibles dans la société.
Haricharan Pudipeddi de Hindustan Times a déclaré que « la série d'anthologie de Netflix aborde un certain nombre de sujets tabous tels que l'amour homosexuel, l'amour impliquant un personnage transgenre, la politique de caste, le viol et le mariage inter-caste. »  
Nandini Ramanath de Scroll.in (en) a commenté « La défense souvent violente de l'honneur, en particulier au nom de la caste, et le fardeau supporté par les femmes au cours de cet exercice unit les quatre épisode de mini-récits de Histoires d'honneur.
Sowmya Rajendran de The News Minute (en) a donné 3,5 sur 5 et a déclaré : « Histoires d'honneur présente un regard sombre sur une société de caste violente qui est rarement représentée à l'écran. Il réussit également à montrer comment la caste et le genre sont liés, avec honneur. fermement lié au corps des femmes.

## Bande son
La bande originale et la musique de fond ont été composés par Justin Prabhakaran, Anirudh Ravichander, Karthik et R. Sivatmikha, les paroles des chansons ayant été écrites par Justin Prabhakaran, Shan Karuppasamy, Vignesh Shivan, Madhan Karky et Yugabharathi.